# Blepharis acuminata
Blepharis acuminata là một loài thực vật có hoa trong họ Ô rô. Loài này được Oberm. mô tả khoa học đầu tiên năm 1937.